# Periploca (Apocynaceae)
Periploca là chi thực vật có hoa trong họ Apocynaceae.

## Phân bố
Các loài trong chi này là bản địa miền nam châu Âu, châu Á và châu Phi.

## Các loài
Danh sách loài lấy theo Plants of the World Online.
- Periploca angustifolia Labill., 1791. Phân bố: Bắc Phi và miền nam châu Âu.
- Periploca aphylla Decne., 1843. Phân bố: Sudan, Sinai, Trung Đông đến Pakistan và tây bắc Ấn Độ.
- Periploca calophylla (Wight) Falc., 1841: Chu đằng lá đẹp, thanh xà. Phân bố: Miền nam Trung Quốc, Nepal, Bhutan, Ấn Độ (Assam), Đông Himalaya, Việt Nam.
- Periploca chevalieri Browicz, 1966. Phân bố: Quần đảo Cape Verde.
- Periploca chrysantha D.S.Yao, X.C.Chen & J.W.Ren, 2002. Phân bố: Trung Quốc (Cam Túc).
- Periploca floribunda Tsiang, 1934. Phân bố: Trung Quốc (Vân Nam), Việt Nam.
- Periploca forrestii Schltr., 1913. Phân bố: Trung Quốc (Quảng Tây, Quý Châu, Thanh Hải, Tứ Xuyên, Tây Tạng, Vân Nam), Ấn Độ, Kashmir, Myanmar, Nepal.
- Periploca gracilis Boiss., 1875. Phân bố: Miền nam Thổ Nhĩ Kỳ, Cyprus.
- Periploca graeca L., 1753. Phân bố: Đông nam châu Âu ven Địa Trung Hải đến Iran, Turkmenistan, Uzbekistan. Du nhập vào tây nam châu Âu, Algérie, đông và nam Hoa Kỳ.
- Periploca hydaspidis Falc., 1841. Phân bố: Kashmir.
- Periploca laevigata Aiton, 1875. Phân bố: Các quần đảo Canary và Savage.
- Periploca linearifolia Quart.-Dill. & A.Rich., 1840. Phân bố: Từ Ethiopia đến miền nam nhiệt đới châu Phi.
- Periploca purpurea Kerr, 1938. Phân bố: Miền bắc Thái Lan.
- Periploca sepium Bunge, 1833. Phân bố: Phổ biến rộng khắp Trung Quốc, Viễn Đông Nga.
- Periploca somaliensis Browicz, 1966. Phân bố: MIền bắc Somalia, tây nam bán đảo Ả Rập.
- Periploca tsiangii D.Fang & H.Z.Ling, 1994. Phân bố: Trung Quốc (Quảng Tây).
- Periploca visciformis (Vatke) K.Schum., 1895. Phân bố: Từ đông Ethiopia, Somalia đến bán đảo Ả Rập, quần đảo Socotra.

## Hình ảnh

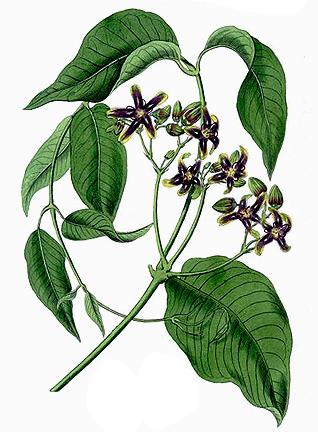
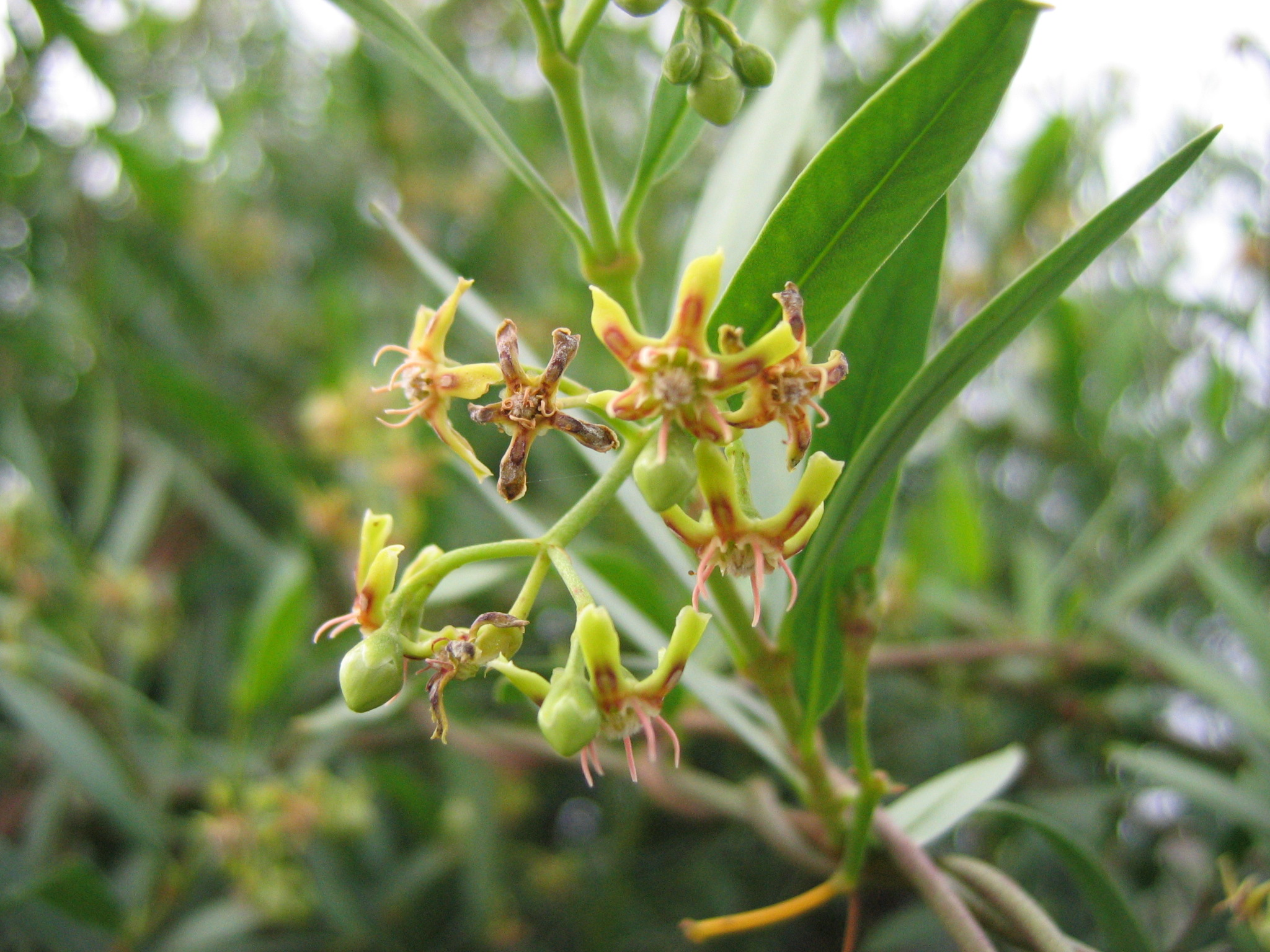
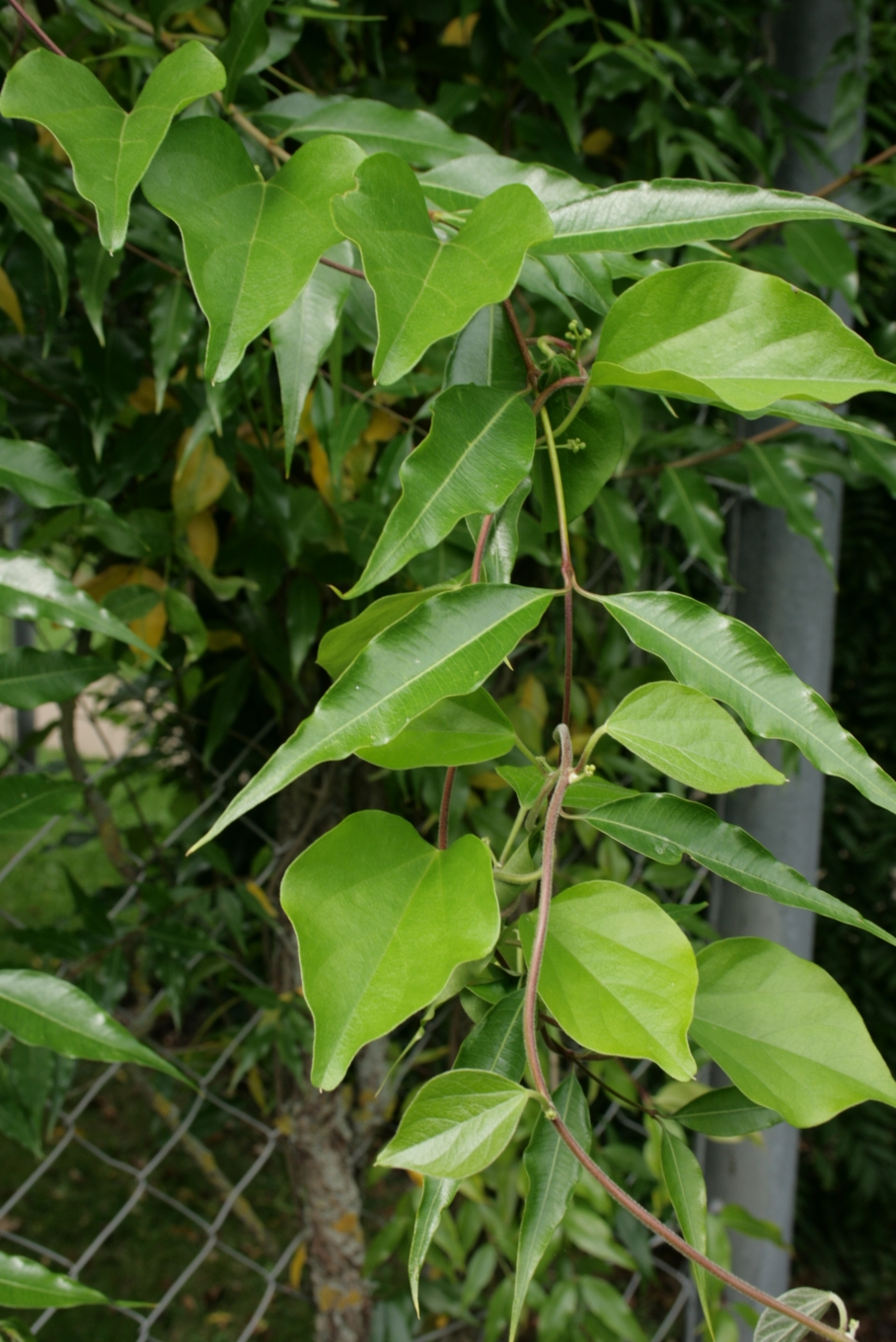